# ×Agrohordeum macounii
Agrohordeum macounii là một loài thực vật có hoa trong họ Hòa thảo. Loài này được (Vasey) Lepage mô tả khoa học đầu tiên năm 1952.